# Curral de Cima
Curral de Cima is een gemeente in de Braziliaanse deelstaat Paraíba. De gemeente telt 5.648 inwoners (schatting 2009).